# Annett Kaufmann
Annett Kaufmann (23 juni 2006) is een Duitse professioneel tafeltennisser. Zij speelt linkshandig met de shakehandgreep.

## Belangrijkste resultaten
- Goud met het team op de Europese kampioenschappen 2021.
- Goud met het team op de Europese kampioenschappen 2023.